# Bruinkeelstekelstaart
De bruinkeelstekelstaart (Synallaxis cherriei) is een zangvogel uit de familie Furnariidae (ovenvogels). Deze vogel is genoemd naar de Amerikaanse ornitholoog George Kruck Cherrie.

## Verspreiding en leefgebied
Deze soort komt voor in het westelijk en het zuidelijk-centrale deel van het Amazonebekken en telt drie ondersoorten:
- S. c. saturata: oostelijk Peru.
- S. c. napoensis: zuidoostelijk Colombia en oostelijk Ecuador.
- S. c. cherriei: centraal amazonisch Brazilië.

## Status
De grootte van de populatie is niet gekwantificeerd maar de soort wordt omschreven als schaars met een versnipperde verspreiding. Op de Rode lijst van de IUCN heeft deze soort de status niet bedreigd.